# バーバラ・ベイン
バーバラ・ベイン（Barbara Bain、1931年9月13日 - ）は、アメリカ合衆国の女優。

## 経歴
イリノイ州シカゴ生まれ。イリノイ大学卒業。ファッションモデルを経て女優を目指した。1959年にTVシリーズ『名探偵ダイヤモンド』で主演デビッド・ジャンセン扮するダイヤモンドの恋人役を演じ、その後『ハワイアン・アイ』、『サンセット77』、『ベン・ケーシー』などで端役を演じた後に、1966年に夫マーティン・ランドーと共にTVシリーズ『スパイ大作戦』にレギュラー出演。シナモン・カーター役で医者、モデル、患者、客室乗務員、王女など様々な衣装でそのクールな魅力をまいた。この役で1967年から3年連続エミー賞を受賞している。
『スパイ大作戦』は結局3シーズンで降板して、1973年にスピルバーグ監督のTVムービー『死を呼ぶスキャンダル』に出演。その後1975年に英国で製作されたTVシリーズ『スペース1999』にも夫マーチン・ランドーと一緒に出演して、ドクターでヘレナ・ラッセル役を演じている。おしどり夫婦といわれたがランドーとは後に離婚している。以後は数々のテレビ番組に顔を出して、ある時はシナモン・カーターの役で単発出演したりなど、80歳を過ぎた今も現役を続けている。

## 出演作品
- オン・ザ・ロック On the Rocks (2020)
- ザ・スクリーミング　連・鎖・絶・叫
- CSI：7　科学捜査班
- アメリカン・ガン
- パニック/脳壊
- 夢の旅路
- アンジェラ15歳の日々
- スペース1999/宇宙の変身美女マヤ
- スペース2100:DESTINATION MOON BASE ALPHA
- スペース1999  第2シーズン
- スペース1999/宇宙船団の奇襲
- スペース1999/突入!ブラックホール
- スペース1999 第1シーズン
- 死を呼ぶスキャンダル
- 殺しの診断書
- スパイ大作戦/薔薇の秘密指令
- スパイ大作戦（シナモン・カーター）